# Kujō Naozane
Kujō Naozane (九条 尚実?   29 de julio de 1717 - 1 de noviembre de 1787) fue un kugyo (cortesano japonés) y regente que vivió a mediados del período Edo. Fue el tercer hijo del kanpaku Kujō Sukezane y su madre fue una hija del Emperador Go-Sai. Tuvo como hijo al también regente Kujō Michisaki.
Fue adoptado por su sobrino Kujō Tanemoto, quien era el líder de la familia Kujō. No obstante, la muerte prematura de Tanemoto en 1743, hizo que Naozane se convirtiera en líder de la familia. En 1744 ascendió al rango jusanmi. Desde 1759 hasta 1778 ocupó el cargo de sadaijin. 
Entre 1778 y 1779 fue designado kanpaku del Emperador Go-Momozono, quien falleció repentinamente a los 22 años. Posteriormente sería sesshō del joven Emperador Kōkaku desde 1779 hasta 1785, donde el emperador al cumplir su mayoría de edad Naozane asumió como kanpaku hasta su muerte en 1787.
Adicionalmente fue nombrado Daijō Daijin en 1781.